# Hexaplex trunculus
Hexaplex trunculus is een slakkensoort uit de familie Muricidae. De wetenschappelijke naam werd gepubliceerd in 1758 door Carl Linnaeus in de tiende editie van Systema naturae.

## Verhouding tot de mens

### Kleurstof
Deze zeeslak is historisch van belang omdat zijn hypobranchiale klier een slijm uitscheidt dat de oude Canaïeten en Phoeniciers gebruikten als purper-blauwe kleur indigo. Een van de ingrediënten van de verf is dibromo-indigotine. Als deze stof in de zon wordt gehouden, wordt de kleur indigo.

### Cement
De gekraakte schelpen die als afval achterbleven bij de extractie van de kleurstof, konden in de oudheid ook gebruikt worden als bestanddeel van bouwmortel. Deze praktijk kwam met name voor in het oude Lycië en dan vooral in Patara en Andriake.